# Кирккюла (Камб'я)
Ки́рккюла (ест. Kõrkküla) — село в Естонії, у волості Камб'я повіту Тартумаа.

## Населення
Чисельність населення на 31 грудня 2011 року становила 20 осіб.